# 福田裕子 (女優)
福田 裕子（ふくだ ひろこ、6月29日 - ）は、日本の女優、声優。東京都出身。身長161cm。

## 来歴
1985年に文学座研究所入所。1990年に文学座の団員となる。現在は退団している。

## 人物
趣味・特技は日舞（西川流）、テニス、水泳、スキー、剣道。

## 出演作品

### テレビドラマ
- アラビアンナイト紀行
- 憲法はまだか（三辺文子）
- 元禄繚乱
- 探偵事務所3 奇妙な依頼人!（篠崎芙美子）
- 密会の宿（常富泉）
- 密会ホテル殺人事件

### 映画
- トラブルシューター
- 闇金ウシジマくん

### テレビアニメ
- 名探偵コナン（1999年、田中貴久恵）

### 吹き替え

#### 映画
- イングリッシュ・ペイシェント ※ソフト版
- フォー・ウェディング

### 舞台
- 青ひげと最後の花嫁
- 雨の運動会
- おんなは一生懸命
- 御意にまかす
- グリークス
- 人生と呼べる人生
- 二十四の瞳
- 引越し大名
- マイ・フェア・レディ（アインスフォードヒル夫人）